# Новак, Станислав (скрипач)
Станислав Новак (чеш. Stanislav Novák; 13 ноября 1890 — 20 июля 1945) — чешский скрипач.
Ученик Карела Гофмана и Яна Маржака. С 1913 года играл в составе Чешского филармонического оркестра, в 1917—1936 годы — его концертмейстер. В 1920-е годы выступал в составе фортепианного трио (с Эрвином Шульгофом и Маурицем Франком) и возглавлял струнный квартет Новака-Франка. Был близок к Богуславу Мартину: со своим квартетом впервые исполнил Второй струнный квартет Мартину (12 ноября 1925), а Дуэт № 1 для скрипки и виолончели (1927) был посвящён обоим первым исполнителям — Франку и Новаку. В 1933—1934 годы заменил Йозефа Сука в качестве второй скрипки Чешского квартета, с 1936 года выступал также в составе Чешского трио с пианистом Яном Гержманом и виолончелистом Ладиславом Зеленкой.